# إيست هوب
إيست هوب (بالإنجليزية: East Hope)‏ هي مدينة أمريكية تقع في ولاية أيداهو. تبلغ مساحة هذه المدينة 1.6 (كم²)،ويبلغ عدد سكانها 210 نسمة حسب إحصاء سنة 2010 م.تشير إحصاءات سنة 2000م بأن الكثافة السكانية في هذه المدينة تقدر بـ(140.6) نسمة/كم2

## التركيبة السكانية
قام مكتب تعداد الولايات المتحدة بتحديد بيانات التركيبة السكانية لإيست هوبفي تعداد الولايات المتحدة. في ما يلي، التركيبة السكانية حسب تعدادي 2000 و2010.

### تعداد عام 2000
بلغ عدد سكان إيست هوب 200 نسمة بحسب تعداد عام 2000، وبلغ عدد الأسر 104 أسرة وعدد العائلات 68 عائلة مقيمة في المدينة. في حين سجلت الكثافة السكانية 364.2 نسمة لكل ميل مربع (140.6/كم2). وبلغ عدد الوحدات السكنية 150 وحدة بمتوسط كثافة قدره 273.1 نسمة لكل ميل مربع (105.4/كم2).
وتوزع التركيب العرقي للمدينة بنسبة 98.50% من البيض و 0.50% من الأمريكيين الأصليين و 0.50% من الأمريكيين ذوي الأصول الآسيوية و 0.50% من عرقين مختلطين أو أكثر.
بلغ عدد الأسر 104 أسرة كانت نسبة 9.6% منها لديها أطفال تحت سن الثامنة عشر تعيش معهم، وبلغت نسبة الأزواج القاطنين مع بعضهم البعض 63.5% من أصل المجموع الكلي للأسر، ونسبة 2.9% من الأسر كان لديها معيلات من الإناث دون وجود شريك، وكانت نسبة 33.7% من غير العائلات. تألفت نسبة 29.8% من أصل جميع الأسر من أفراد ونسبة 11.5% كانوا يعيش معهم شخص وحيد يبلغ من العمر 65 عاماً فما فوق. وبلغ متوسط حجم الأسرة المعيشية 2.33، أما متوسط حجم العائلات فبلغ 1.92.
بلغ العمر الوسطي للسكان 58 عاماً. وكانت نسبة 10.5% من القاطنين تحت سن الثامنة عشر، وكانت نسبة 2.5% بين الثامنة عشر والأربعة وعشرون عاماً، ونسبة 14.0% كانت واقعةً في الفئة العمرية ما بين الخامسة والعشرون حتى والأربعة وأربعون عاماً، ونسبة 31.0% كانت ما بين الخامسة والأربعون حتى الرابعة والستون، ونسبة 42.0% كانت ضمن فئة الخامسة والستون عاماً فما فوق. يوجد لكل 100 أنثى 112.8 ذكر، ويوجد لكل 100 أنثى في الثامنة عشر من عمرها فما فوق 105.7 ذكر.
بلغ متوسط دخل الأسرة في المدينة 30,417 دولار، أما متوسط دخل العائلة فبلغ 37,500 دولار. وكان متوسط دخل الذكور 35,938 دولار مقابل 21,667 دولار للإناث. وسجل دخل الفرد الخاص بالمدينة 18,184 دولار. وكانت نسبة 3.2% من العائلات ونسبة 7.1% من السكان تحت خط الفقر، ولا أحد منهم تحت سن الثامنة عشر ونسبة 12.3% في الخامسة والستين من العمر وما فوق.

### تعداد عام 2010
بلغ عدد سكان إيست هوب 210 نسمة بحسب تعداد عام 2010، وبلغ عدد الأسر 109 أسرة وعدد العائلات 64 عائلة مقيمة في المدينة. في حين سجلت الكثافة السكانية 525.0 نسمة لكل ميل مربع (202.7/كم2). وبلغ عدد الوحدات السكنية 181 وحدة بمتوسط كثافة قدره 452.5 لكل ميل مربع (174.7/كم2).
وتوزع التركيب العرقي للمدينة بنسبة 98.1% من البيض و 0.5% من الأمريكيين الأصليين و 0.5% من الأمريكيين ذوي الأصول الآسيوية و 0.5% من سكان جزر المحيط الهادئ.
بلغ عدد الأسر 109 أسرة كانت نسبة 13.8% منها لديها أطفال تحت سن الثامنة عشر تعيش معهم، وبلغت نسبة الأزواج القاطنين مع بعضهم البعض 55.0% من أصل المجموع الكلي للأسر، ونسبة 3.7% من الأسر كان لديها معيلات من الإناث دون وجود شريك، وكانت نسبة 41.3% من غير العائلات. تألفت نسبة 34.9% من أصل جميع الأسر من أفراد ونسبة 21.1% كانوا يعيش معهم شخص وحيد يبلغ من العمر 65 عاماً فما فوق. وبلغ متوسط حجم الأسرة المعيشية 2.42، أما متوسط حجم العائلات فبلغ 1.93.
بلغ العمر الوسطي للسكان 58.5 عاماً. وكانت نسبة 12.4% من القاطنين تحت سن الثامنة عشر، وكانت نسبة 1.8% بين الثامنة عشر والأربعة وعشرون عاماً، ونسبة 16.2% كانت واقعةً في الفئة العمرية ما بين الخامسة والعشرون حتى والأربعة وأربعون عاماً، ونسبة 39.6% كانت ما بين الخامسة والأربعون حتى الرابعة والستون، ونسبة 30% كانت ضمن فئة الخامسة والستون عاماً فما فوق. وتوزع التركيب الجنسي للسكان بنسبة 48.1% ذكور و51.9% إناث.